# Evan Dietrich-Smith
Evan Blake Dietrich-Smith (Salinas, 19 luglio 1986) è un giocatore di football americano statunitense che gioca nei ruoli di guardia e centro per i Tampa Bay Buccaneers della National Football League (NFL). Al college giocò a football alla Idaho State University.

## Carriera professionistica

### Green Bay Packers
Evan Dietrich-Smith firmò come free agent coi Green Bay Packers, dopo non essere stato scelto nel draft NFL 2009. Nella sua prima stagione da professionista giocò tredici gare, nessuna delle quali da titolare.

### Seattle Seahawks
Nella stagione 2010, Dietrich-Smith passò ai Seattle Seahawks, rimanendo nel loro roster per la maggior parte dell'annata senza tuttavia mai scendere in campo e finendo per venire rilasciato.

### Seconda volta coi Packers
Il 31 dicembre 2010, il giocatore rifirmò coi Green Bay Packers e vinse il suo primo titolo NFL quando i Packers sconfissero i Pittsburgh Steelers nel corso del Super Bowl XLV.
Nella gara del Giorno del Ringraziamento, il 24 novembre 2011, Dietrich-Smith ricevette almeno un colpo intenzionale a tradimento al braccio destro dal defensive tackle dei Detroit Lions Ndamukong Suh. In seguito a tali fatti, Suh fu sospeso per due gare. Evan concluse la stagione giocando tutte le 16 gare stagionali, tre delle quali da titolare. I Packers terminarono col miglior record della lega, 15-1, ma furono eliminati anzitempo nei playoff dai New York Giants.
Nella stagione 2013, l'ultima ai Packers, Dietrich-Smith disputò per la prima volta in carriera tutte le 16 partite della stagione regolare come titolare.

### Tampa Bay Buccaneers
Il 14 marzo 2014, Dietrich-Smith firmò coi Tampa Bay Buccaneers un contratto quadriennale del valore di 14,25 milioni di dollari.

## Palmarès
- Super Bowl : 1

Green Bay Packers: Super Bowl XLV
- National Football Conference Championship: 1

Green Bay Packers: 2010

## Statistiche
| Partite totali             | 61 |
| Partite totali da titolare | 25 |

Statistiche aggiornate alla stagione 2013